# Maîtresse pour couple
Pour plus de détails, voir Fiche technique et Distribution.
Maîtresse pour couple est un film pornographique français réalisé par Jean-Claude Roy sous le pseudonyme de Patrick Aubin et sorti sur les écrans en 1980,.

## Fiche technique
- Titre : Maîtresse pour couple
- Réalisateur : Jean-Claude Roy (comme Patrick Aubin)
- Producteurs : Francis Mischkind • Jean-Claude Roy
- Production : F.F.C.M.• Tanagra Productions
- Distribution : Alpha France
- Image : Robert Millié (comme Pierre Robès)
- Musique : Philippe Bréjean (comme Gary Sandeur)
- Durée : 83 min
- Pays :  France
- Genre : pornographique
- Année de tournage : 1979
- Dates de sortie : 
  -  France : 17 septembre 1980
- Autres titres connus : 
  -  France : Rencontres perverses 
  -  Espagne : Triangulo de sexo
  -  Allemagne : Maîtresse d'amour
  -  États-Unis : Mistress for a Couple

## Distribution
- Guy Bérardant (Jacques Vinair) : Georges
- Brigitte Lahaie : Brigitte, la femme de Georges
- Julia Perrin (Marie-Lou) : Claire, la maîtresse de Georges
- Dominique Aveline : Edmond Larchaud
- Gil Lagardère : José
- Christine Lhodes (Virginie) : Marianne
- Joël Charvier : Max
- Dominique Devaux : José